# رابطة مستعمرات الرايخ

استند شعار Reichskolonialbund إلى علم شركة شرق إفريقيا الألمانية

رابطة مستعمرات الرايخ (RKB) (بالإنجليزية: Reich Colonial League)‏ هيئة اجتماعية جماعية ضمت جميع المنظمات الاستعمارية الألمانية في عهد الرايخ الثالث. كان يقودها فرانز ريتر فون إب.
نشطت رابطة مستعمرات الرايخ بين عامي 1936 و1943.

## التاريخ

### خلفية

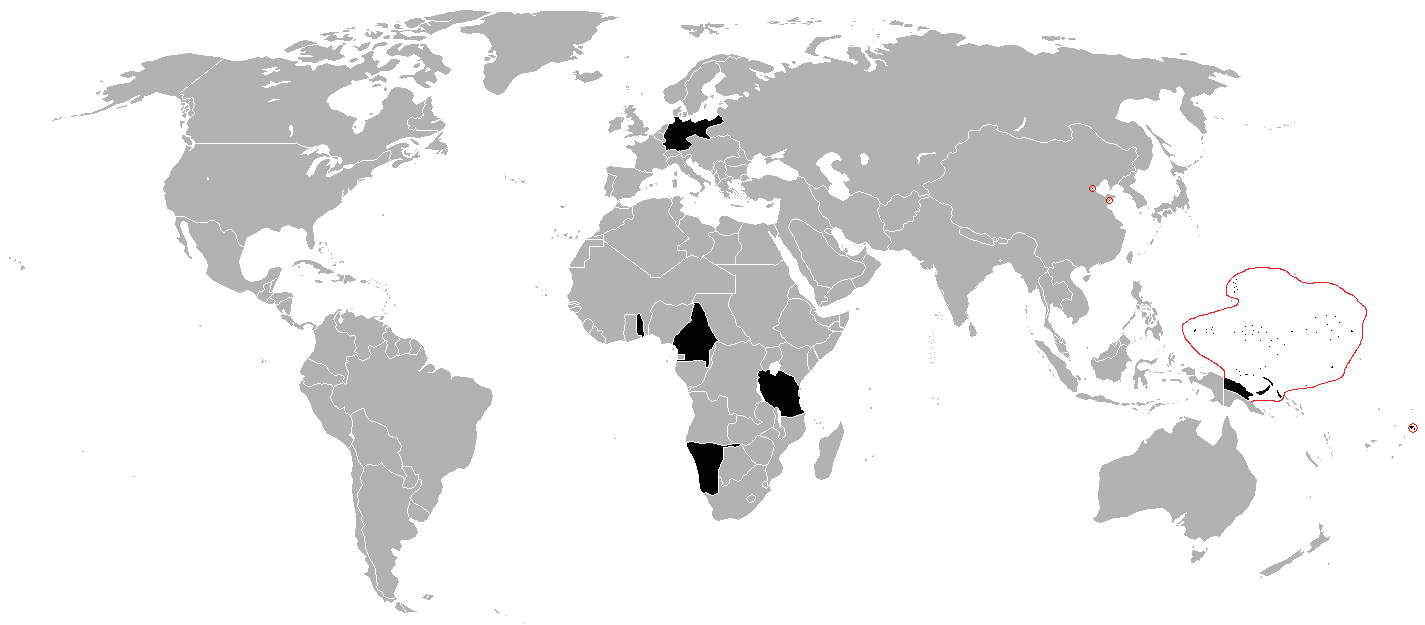
الإمبراطورية الاستعمارية الألمانية حوالي عام 1914. فقدت ألمانيا جميع مستعمراتها في الخارج بحلول الوقت الذي ظهرت فيه رابطة مستعمرات الرايخ.

كان الغرض من الرابطة هو استعادة المستعمرات الخارجية التي خسرتها ألمانيا نتيجة لمعاهدة فرساي في نهاية الحرب العالمية الأولى. يمكن إرجاع الجهود الأولى لحشد الدعم لإعادة تأسيس الإمبراطورية الاستعمارية الألمانية في ألمانيا إلى عام 1923. نتيجة لذلك، تم إنشاء عدد من المنظمات المؤيدة للاستعمار، بدعم من كل من المحافظين الألمان والقوميين، في أجزاء مختلفة من ألمانيا. تأسست رابطة Koloniale Reichsarbeitsgemeinschaft (KORAG) في عام 1925 ومنها -بالإضافة إلى مجموعات وهيئات أخرى- تم إنشاء رابطة مستعمرات الرايخ الأولي في عام 1933. تم إنشاء المؤسسة على مرحلتين، والثانية كانت دمج (Gliederung) في هيكل الحزب النازي؛ نتيجة لذلك، هناك العديد من المراجع التي تمنح تاريخيين مختلفين لتاسيس رابطة مستعمرات الرايخ النازية هما عامي 1933 و1936.

### التاسيس
تم تأسيس رابطة مستعمرات الرايخ في 13 يونيو 1936 من قبل الحاكم السابق لشرق أفريقيا الألماني، هاينريش شني. سواء كانت المنظمات التي انضمت إليها قد فعلت ذلك بحرية، أو أجبرت على القيام بذلك باسم جلايش شالتونج، فهي موضوع تخمين.  بقيادة Ritter von Epp، كان الغرض المزعوم للمنظمة هو «إبقاء السكان على علم بفقدان مستعمرات الإمبراطورية الألمانية، والحفاظ على الاتصال بالأراضي المستعمرة السابقة وتهيئة الظروف المناسبة لإمبراطورية إفريقية ألمانية جديدة». واجهت رابطة مستعمرات الرايخ صعوبات في أول شهرين من تاسيسها حيث أصدر رودولف هيس قرارًا بحلها. ومع ذلك، بعد مناقشات مطولة، تم إلغاء المرسوم في نوفمبر من نفس العام.